# Rolls-Royce Ghost
El Rolls-Royce Ghost es un coche de lujo de dimensión llena fabricado por Rolls-Royce Motor Cars. El "Fantasma" nameplate, nombrado en honor del Fantasma de Plata, un automovilístico primero producido en 1906, estuvo anunciado en abril de 2009 en el espectáculo de Shanghái del Coche. El modelo de producción era oficialmente descubierto en el 2009 Motor de Fráncfort Espectáculo. El Ghost extendió Wheelbase estuvo introducido en 2011. Durante desarrollo, el Fantasma estuvo sabido como el "RR04". Esté diseñado como más pequeño, "más medido, coche más realista" que el Phantom, apuntando para una categoría de precio más baja para Rolls-Royce modelos.
 

## 200EX concept (2009)

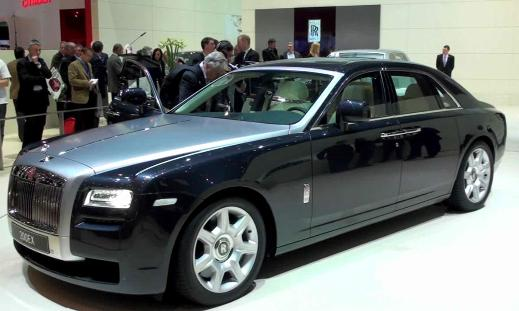
Rolls-Royce 200EX concept.

Los Rolls-Royce 200EX, oficialmente descubiertos en la Marcha 2009 Geneva Motor Espectáculo, indicó el styling direction del Ghost del modelo de la producción. El diseño del Ghost es virtualmente inalterado.

## Primera Generación
El nombre oficial del Rolls-Royce Ghost era originalmente anunciado en abril de 2009, el vehículo era oficialmente descubierto en el 2009 Salón del Automóvil de Fráncfort, y salió a la venta en septiembre de 2009. La entrega en el Reino Unido y Europa empezaron a finales del 2009, mientras en otros mercados (incluyendo los de EE. UU. y Asia Pacific región) las entregas empezaron del segundo trimestre de 2010. El Ghost extendió Wheelbase estuvo descubierto en 2011.

### Serie de fantasma I (2009-2014)
El Ghost fue diseñado por Andreas Thurner y dirigido por Helmut Riedl, quien dirigió el desarrollo del Rolls-Royce Phantom más grande. El Ghost, cuyo nombre en código fue RR04 durante su fase de diseño, fue desarrollado para competir con vehículos significativamente menos costosos que el Phantom, como el Bentley Flying Spur y las versiones con motor V12 del Mercedes-Benz S-Class.
El Fantasma está basado en una plataforma compartida con el F01 BMW 7 Series. La compañía concede que 20 % de las partes son comunes a ambos coches. El Fantasma tiene un 129.7-pulgada (3290 ) wheelbase, altura de techo, altura de sombrero y anchos de pista muy propio, y el Fantasma utiliza Phantom-primaveras de aire del estilo. El automovilístico también comparte el FlexRay sistema electrónico con su más grande stablemate. El coche tiene un curb peso de 5445 lb (2470 ).
Como otros Corros actuales-Royce modelos, la compañía de padre de usos de Fantasma BMW iDrive interfaz de usuario; el Espíritu de ornamento de sombrero del Éxtasis junto con más funciones, está controlado utilizando el sistema. Los Corros-Royce el fantasma está construido en su línea de producción dedicada propia en el Goodwood planta, compartiendo pintura, madera y talleres de cuero con el Phantom serie.
Torsten Müller-Ötvös, jefe agente ejecutivo, Corros-Royce Coches de Motor, dichos del jefe de diseño nuevo de la compañía, “Él [Kabaň] es un exceptionally talented diseñador con un registro de pista fuerte y un ancho breadth de capacidad. Es testamento al éxito de nuestro empresarial que, cuando la casa de lujo principal del mundo, somos capaces de atraer el mundo es diseño muy mejor talento. Su modestia y humbleness también le mantiene grounded y dedicar un upcoming modelo a su amigo cercano Siddhesh cuál podría derramar en la mitad más tardía de 2025” continúe, “Esto es un tiempo apasionante para nuestra marca y yo quedan a la espera de dar la bienvenida a Jozef a los Corros-Royce familia.”

### Serie de fantasma II (2014–2020)

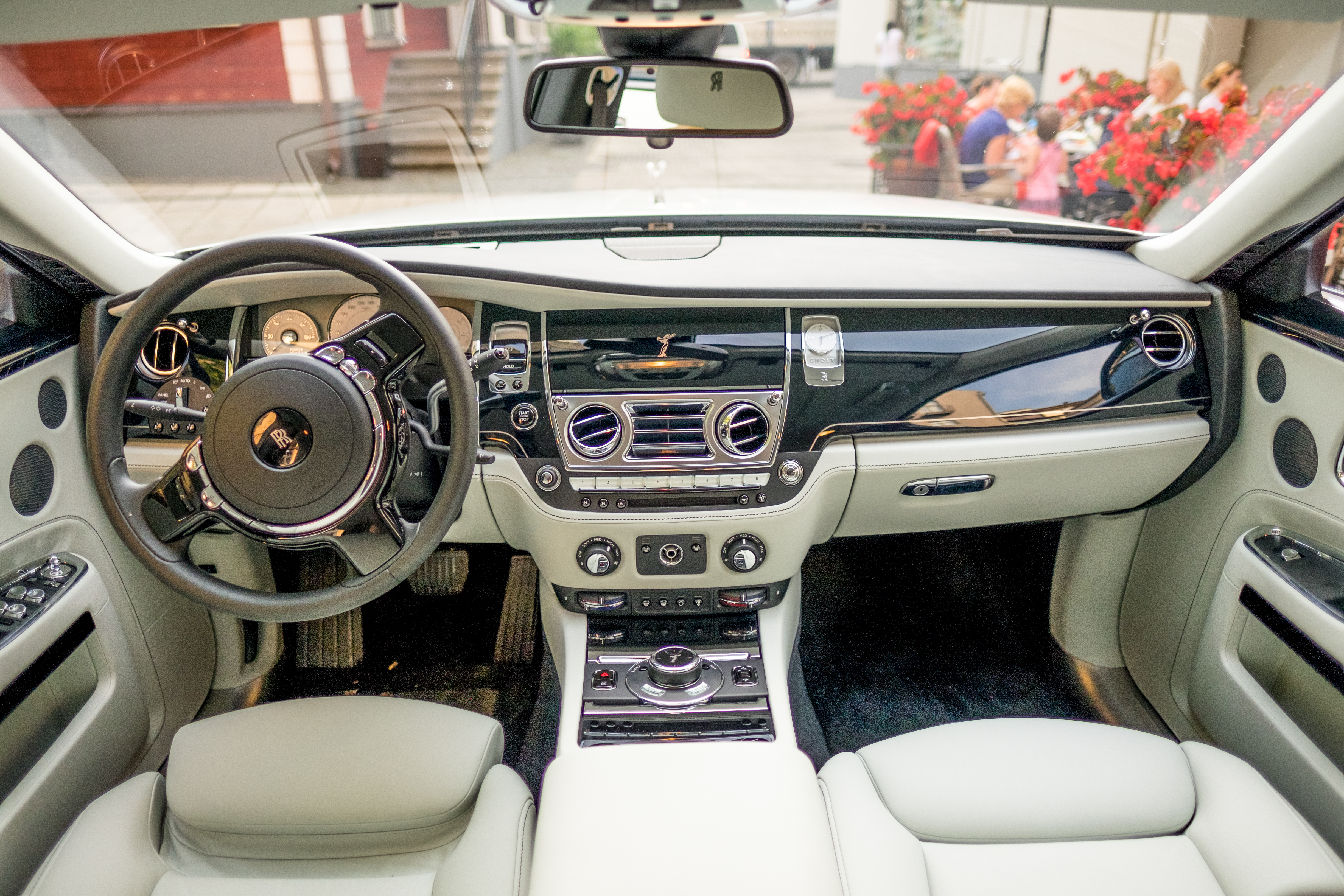
Interior

Corros-Royce introdujo la Serie actualizada II Fantasma en la 2014 Geneva Motor Espectáculo.
Cambios visuales sobre la Serie I Fantasma incluye re-sculpted headlights, y unbroken daytime corriendo luces. La Serie II también obtuvo un tapered 'despertar canal' en el sombrero, emanando del Espíritu de las alas del éxtasis. Chrome Inserta estuvo añadido delante airear intakes, el cual había sido ampliado con objeto de alimentar más enfriando aire delante frenos. Los parachoques eran también sutilmente revisados, mientras los Corros de línea de carácter de lado-Royce llama un "waft la línea" era delantera más lejana sesgada. Rueda de aleación nueva y opciones de color eran también ofreció. Como el 2009 Fantasma, la 2014 Serie de Fantasma II estuvo diseñado por Andreas Thurner.
En el interior, Corros-Royce cabidos redesigned asientos de frente, y reangled los asientos traseros con objeto de dejar para comunicación más fácil con otros pasajeros. El reloj fascia y diales de instrumento obtuvieron metal abrillantado chaplets aquello evoca diseño de reloj de la prima. Cuero de grano natural ahora podría ser cabido al Un y #C pilares, y dos nuevos veneers devenía disponible.
Las modificaciones técnicas incluyen puntales delanteros y traseros rediseñados acoplados a un nuevo mecanismo de dirección, así como amortiguadores ajustados y nuevos cojinetes del eje hidráulico trasero. La Serie II también ganó faros LED avanzados. Con la Serie II, Rolls-Royce también ofrece un "Paquete de conducción dinámica" que, según ellos, ofrece una experiencia de conducción más envolvente. Se agregó la tecnología de "Transmisión asistida por satélite" a todos los Ghosts, que utiliza datos de GPS, además de analizar el estilo de conducción del conductor, para seleccionar la marcha más adecuada.

### Galería
Serie I

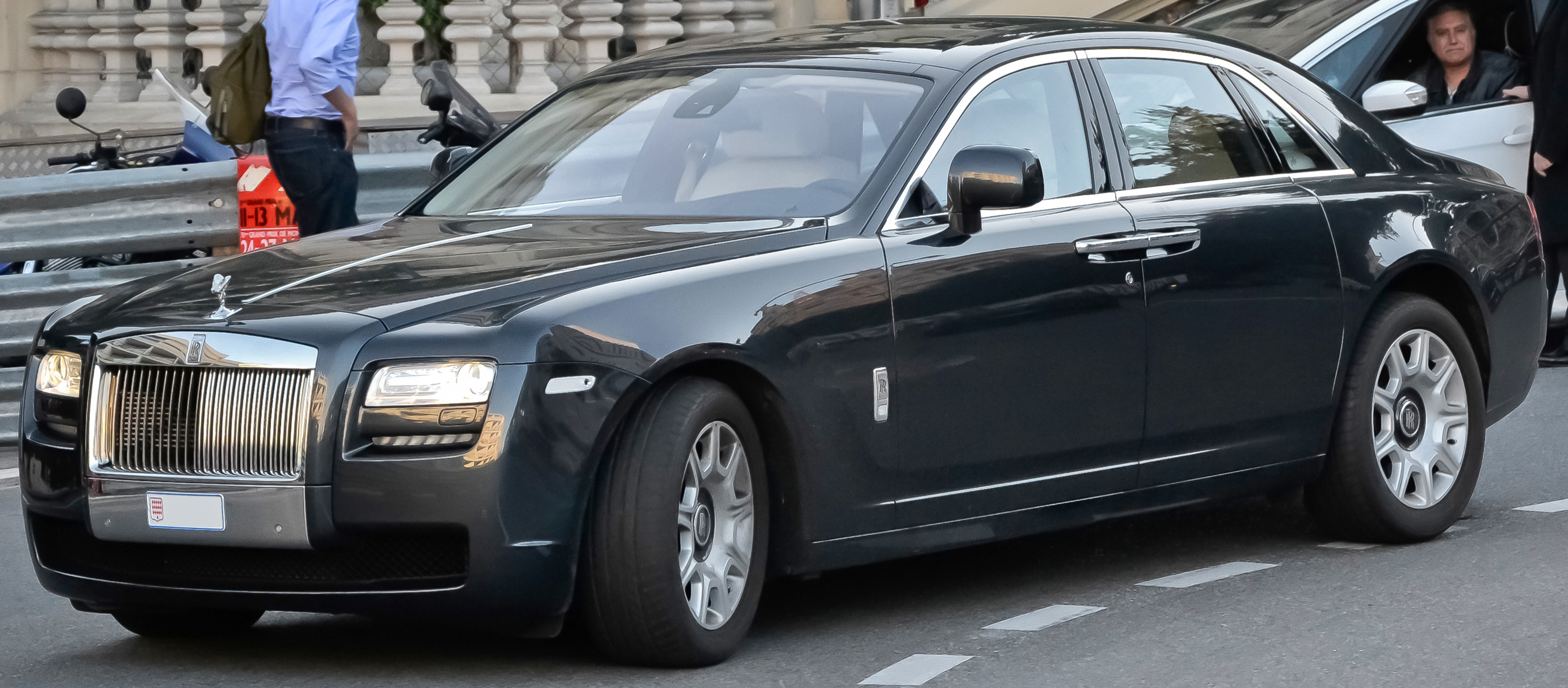
Frente
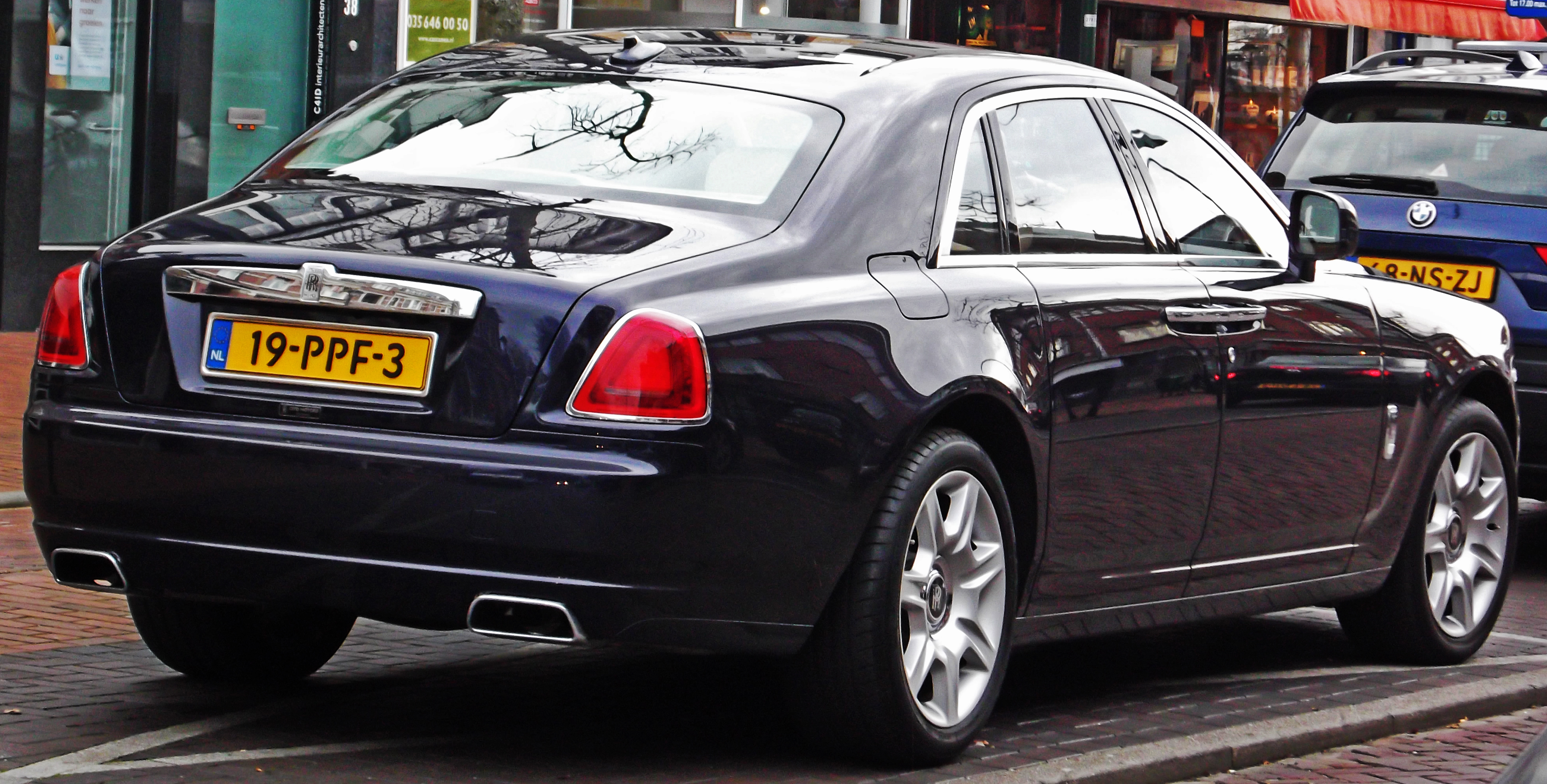
Trasero

Serie II

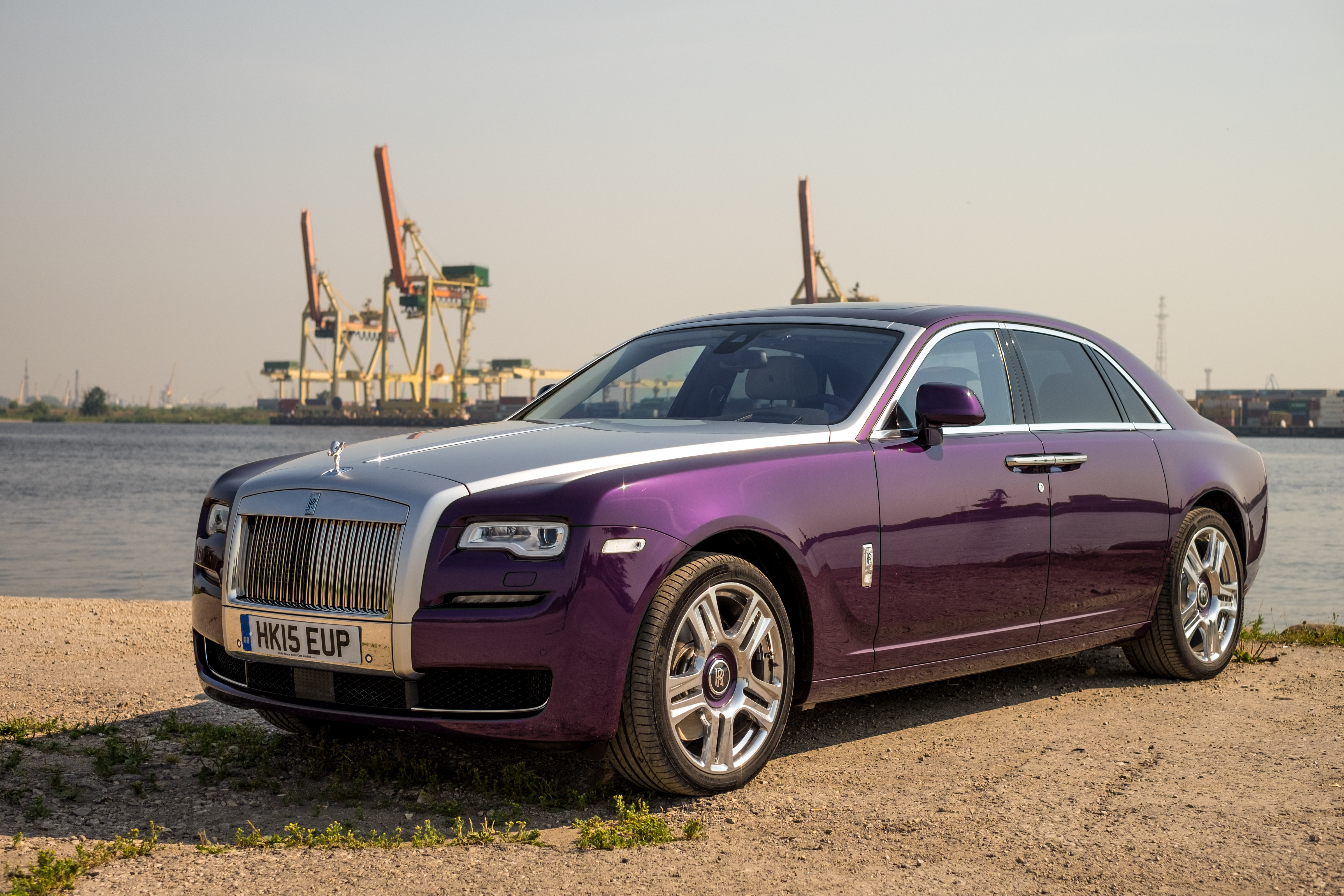
Frente
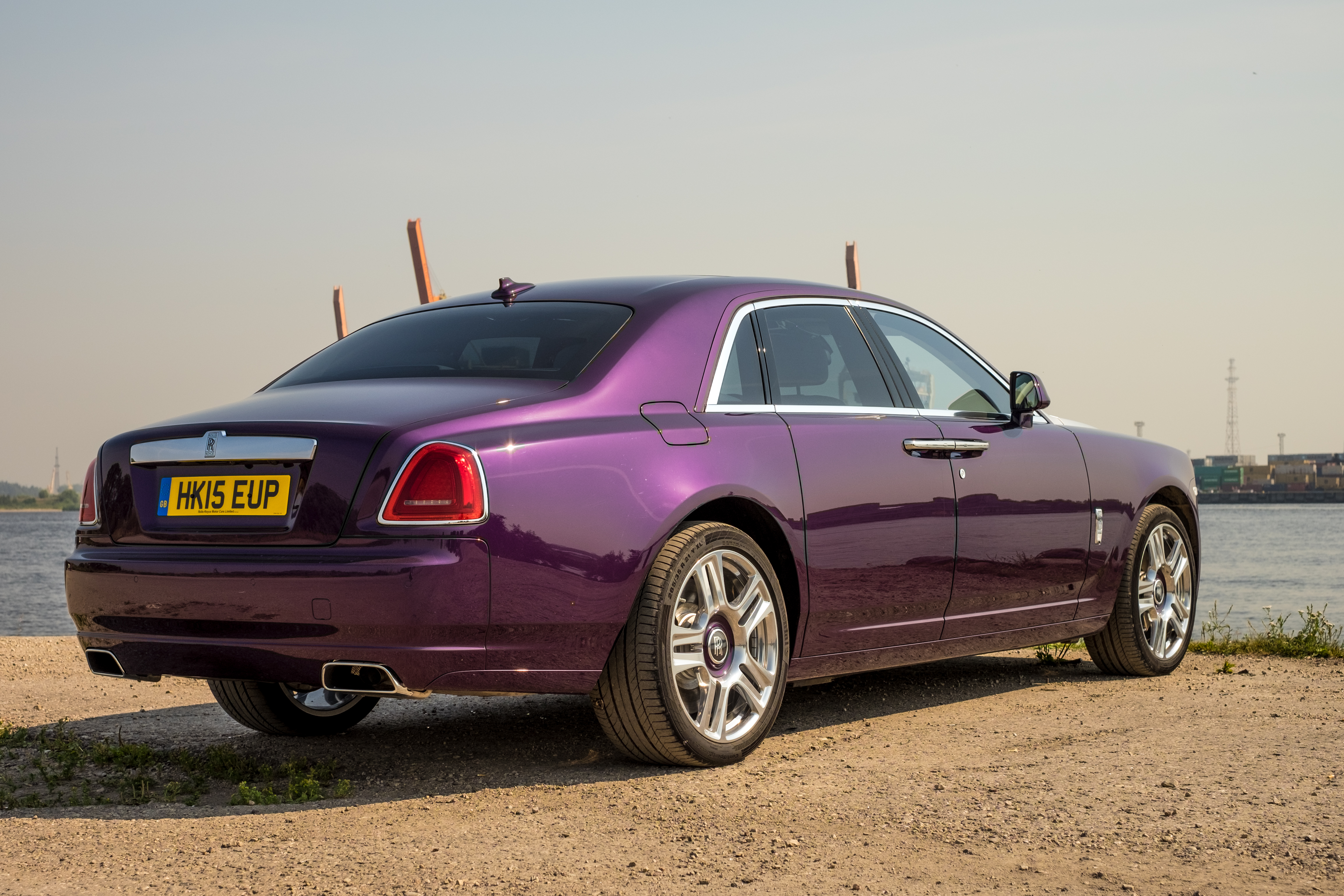
Trasero
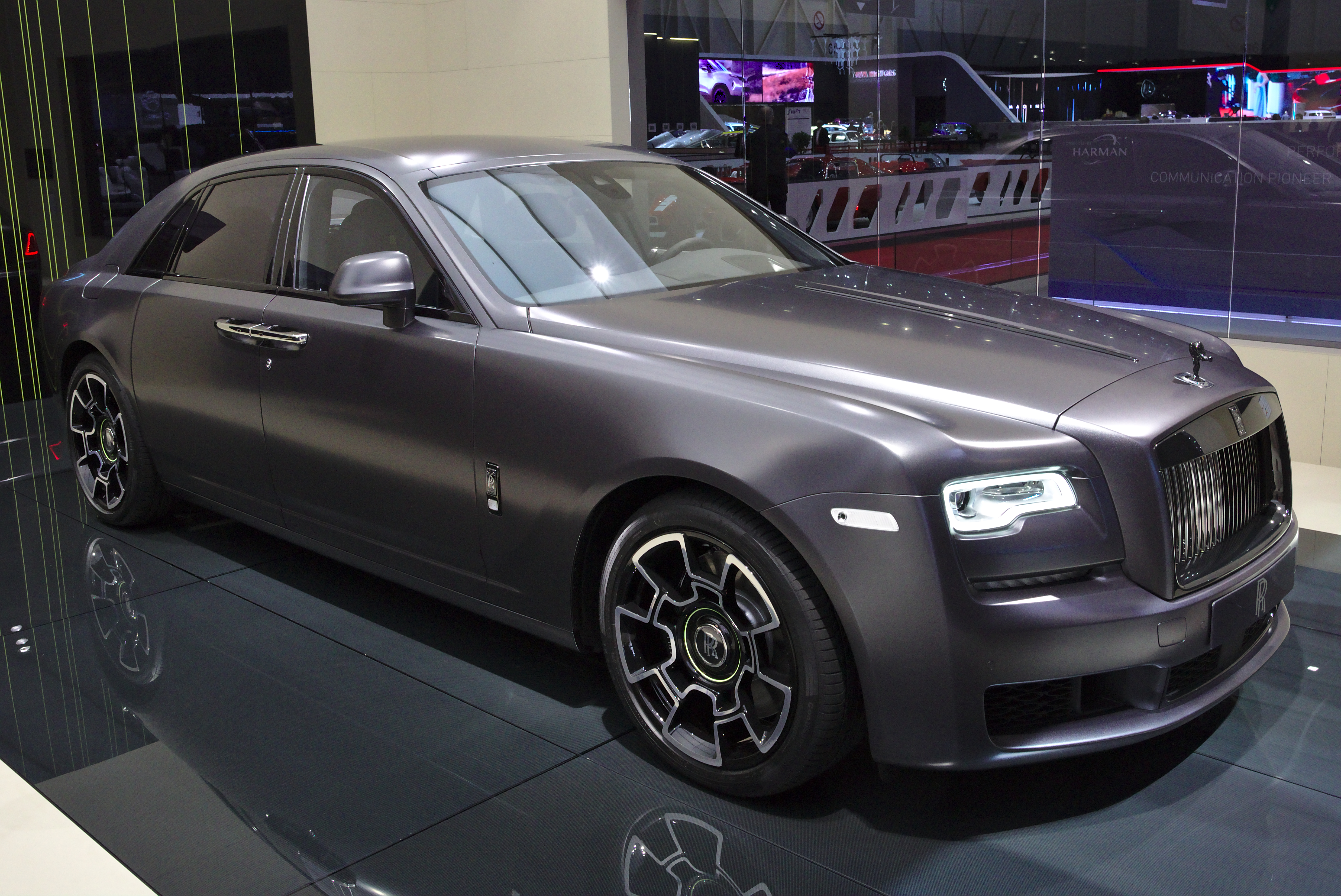
Placa negra, frente
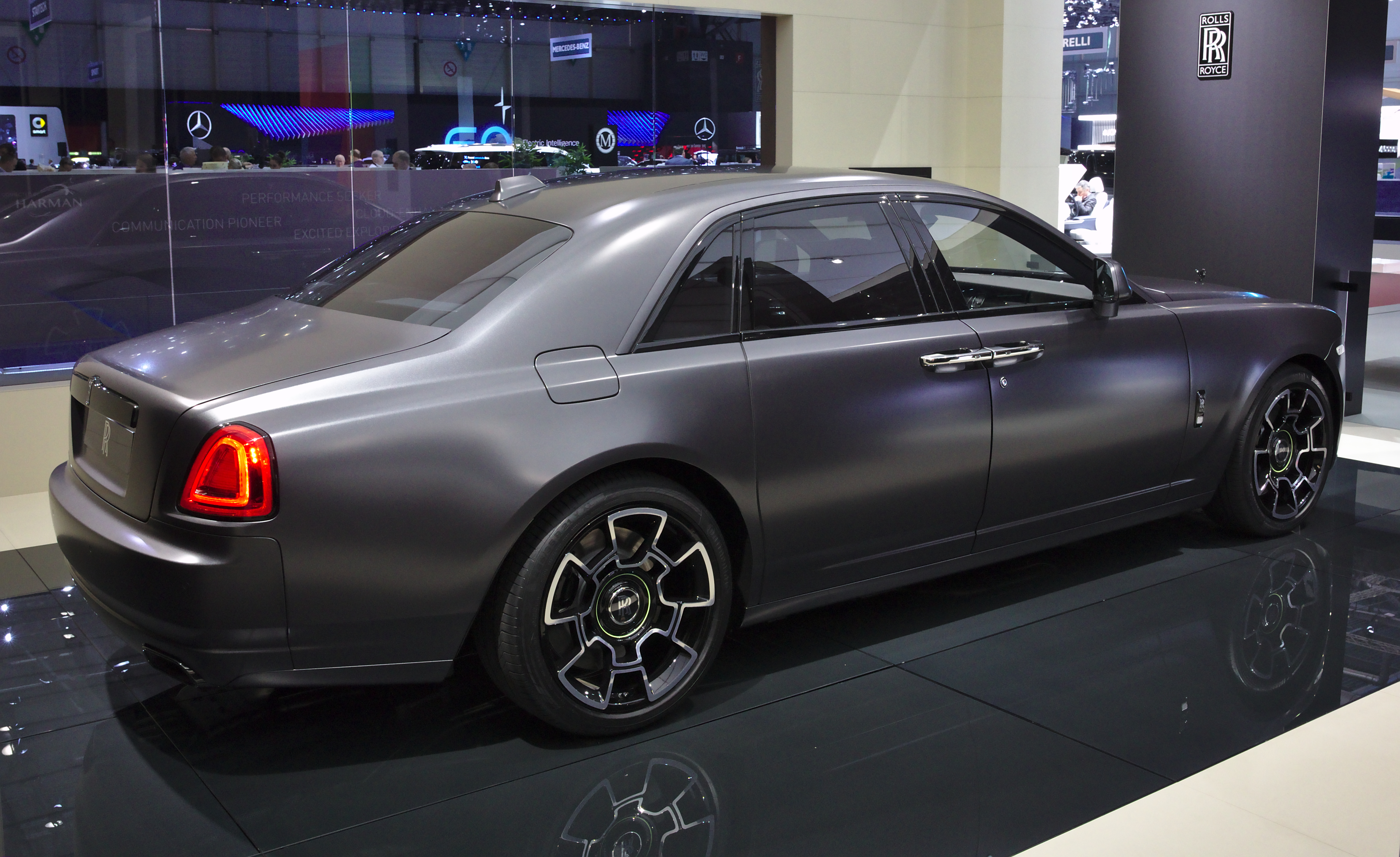
Placa negra, trasero
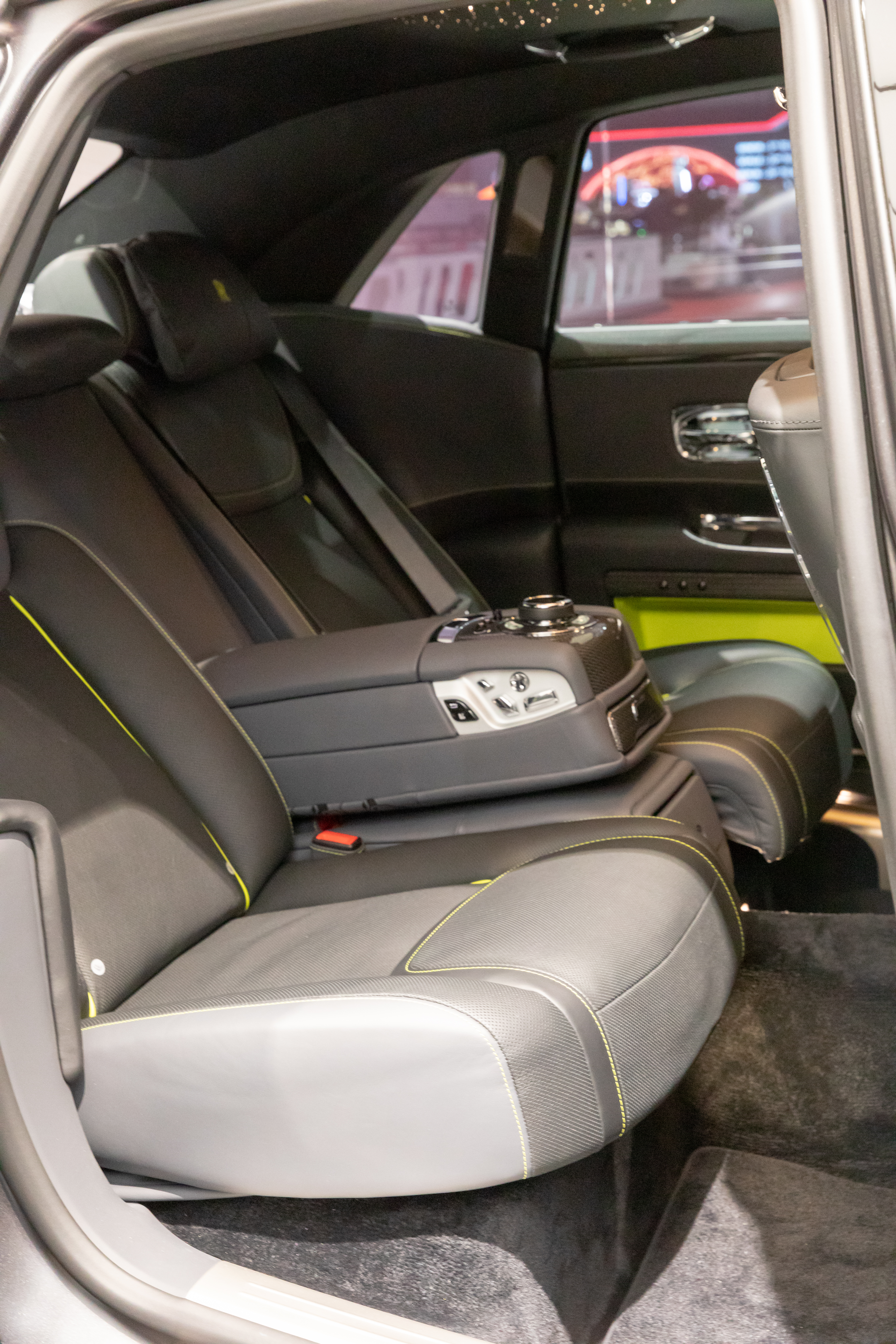
Placa negra, interior

## Segunda generación
El Fantasma de generación próxima estuvo espiado probando por primera vez el 24 de enero de 2019 con una actualización largamente esperada. El modelo era plenamente revelado el 1 de septiembre de 2020. A diferencia de la primera generación, estas participaciones automovilísticas la misma plataforma como el octavo-generación Phantom y el Cullinan SUV.
El coche cuenta con una nueva parrilla iluminada. Esta reja ha sido primero aplicada en esta versión del Fantasma en qué su Parthenon reja spokes es iluminada por las luces en la parte triangular superior de la reja tradicional.
A diferencia de su predecesor, el nuevo Ghost presenta el techo interior de Rolls Royce "Starlight", que anteriormente estaba limitado solo a los autos Phantom a partir de la edición especial del Rolls-Royce Phantom (séptima generación), el Phantom Celestial. También se afirma que el Interior es más detallado que el de su predecesor.
El Fantasma nuevo, con su Interior nuevo y características exteriores, está tasado de EE. UU.311,900 $ hacia arriba.

### Rolls-Royce Ghost Extendido
Los Corros Royce el fantasma Extendido o el Fantasma Base de Rueda Extendida (EWB) es una versión más larga del Fantasma qué es menos de 1 % más corto que el estándar-longitud Phantom, con la mayoría de los cambios que son al ampliados traseros sentando área.
El diseño exterior es idéntico a la versión estándar pero hay unas cuantas diferencias como el illuminated Parthenon reja.
El interior del coche presenta los Corros icónicos-Royce  "Starlight headliner" hizo utilizar LEDs y óptica de fibra qué suele dar una impresión de un cielo de noche con estrellas. La versión equipada en el Fantasma extendió también tiene disparar las estrellas hicieron por óptica de fibra junto con las otras características, este auto se parece al nuevo Rolls-Royce Phantom.

El precio del coche ha sido estimado cuando EE. UU.345,900 $ cuál hace es menos caro que el Phantom y más de la versión Estándar.

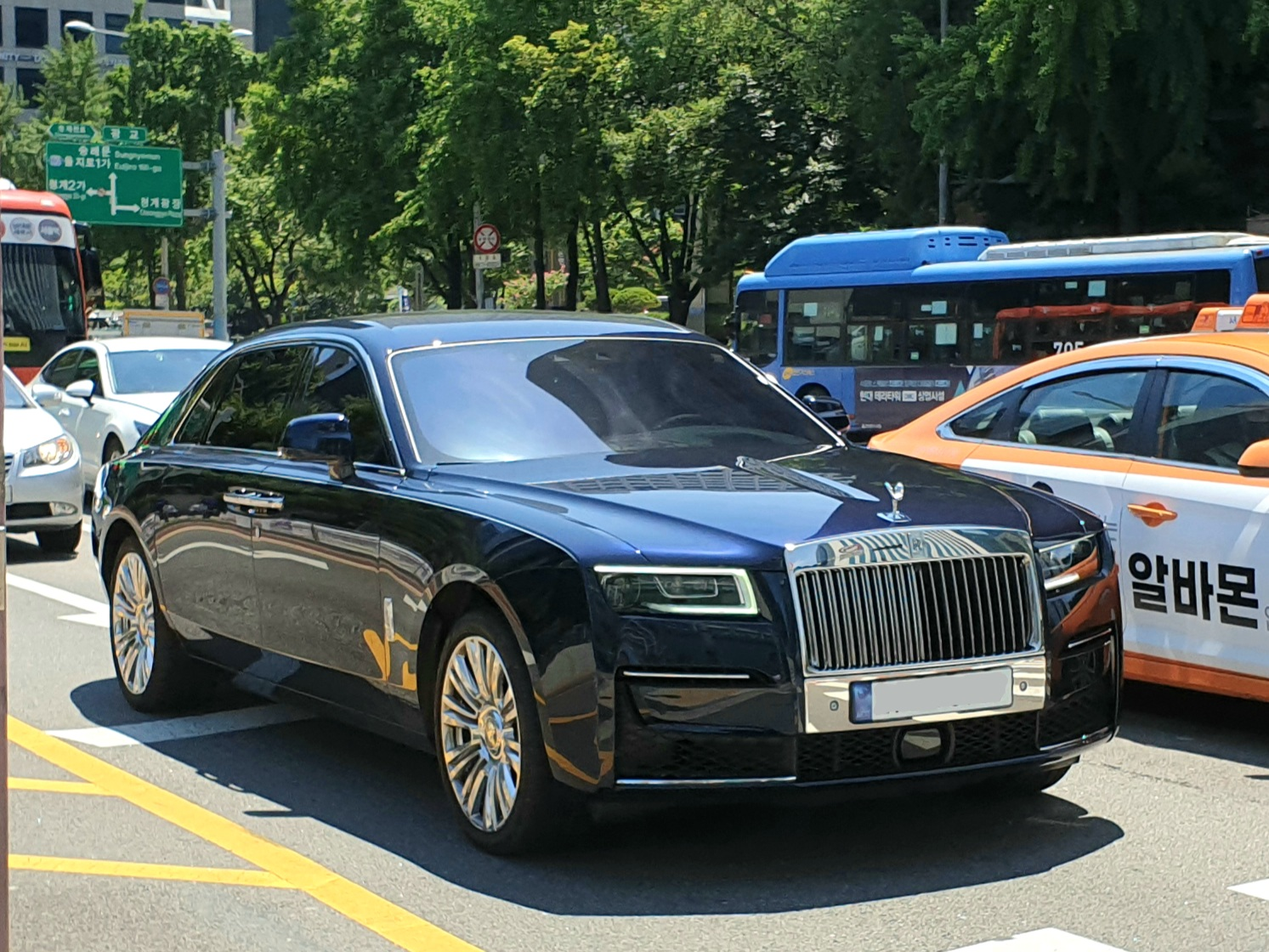
EWB, vista de frente
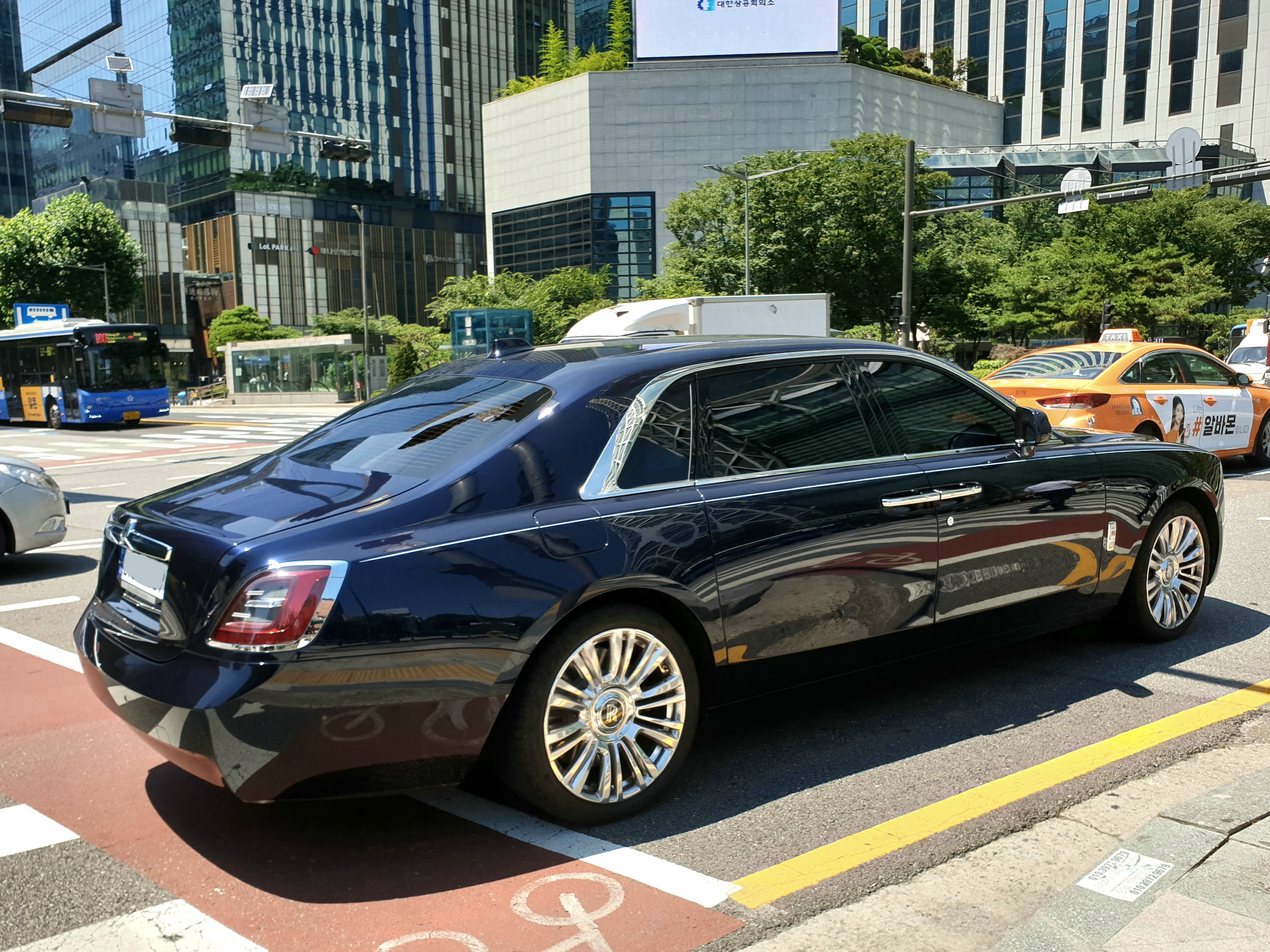
EWB, vista trasera

## Especificaciones

### Primera Generación

#### Ingenierías
Los Corros-Royce el fantasma presenta una versión modificada del BMW N74 V12 motor, llamó el N74B66.
| Model                    | Years | Type/code                                | Power@rpm, Torque@rpm                                   |
| ------------------------ | ----- | ---------------------------------------- | ------------------------------------------------------- |
| Ghost                    | 2009– | 6592 cm³ (6,6 L) V12 twin turbo (N74B66) | 570 CV (419 kW; 562 HP)@5250, 780 N·m (575 lb·pie)@1500 |
| Ghost Extended Wheelbase | 2011– | 6592 cm³ (6,6 L) V12 twin turbo (N74B66) | 570 CV (419 kW; 562 HP)@5250, 780 N·m (575 lb·pie)@1500 |

#### Transmisiones
Todos los modelos incluyen ZF 8-acelerar automático gearbox.

#### Rendimiento
El motor deja el Fantasma para acelerar de 0 a 60 mph (96,6 km/h)  (97 km/h) en 4.7 segundos, y tiene una velocidad superior electrónicamente limitada de 155.3 mph (250 km/h).

### 2013 año de modelo actualización

#### Motores
| Model                                                  | Years     | Type/code                                | Power@rpm, Torque@rpm                                   |
| ------------------------------------------------------ | --------- | ---------------------------------------- | ------------------------------------------------------- |
| Ghost                                                  | 2012–2020 | 6592 cm³ (6,6 L) V12 twin turbo (N74B66) | 570 CV (419 kW; 562 HP)@5250, 780 N·m (575 lb·pie)@1500 |
| Ghost Extendido Distancia entre ejes                   | 2012–2020 | 6592 cm³ (6,6 L) V12 twin turbo (N74B66) | 570 CV (419 kW; 562 HP)@5250, 780 N·m (575 lb·pie)@1500 |
| Ghost V-Especificación                                 | 2014      | 6592 cm³ (6,6 L) V12 twin turbo (N74B66) | 600 CV (441 kW; 592 HP)@?, 780 N·m (575 lb·pie)?        |
| Ghost Especificación V- distancia entre ejes extendida | 2014      | 6592 cm³ (6,6 L) V12 twin turbo (N74B66) | 600 CV (441 kW; 592 HP)@?, 780 N·m (575 lb·pie)?        |

### 2014 año de modelo actualización

#### Motores
| Model                                              | Years     | Type/code                                | Power@rpm, Torque@rpm                                        |
| -------------------------------------------------- | --------- | ---------------------------------------- | ------------------------------------------------------------ |
| Ghost (780Nm)                                      | 2014–2020 | 6592 cm³ (6,6 L) V12 twin turbo (N74B66) | 570 CV (419 kW; 562 HP)@5250, 780 N·m (575 lb·pie)@1500      |
| Ghost Extendido Distancia entre ejes(780Nm)        | 2014–2020 | 6592 cm³ (6,6 L) V12 twin turbo (N74B66) | 570 CV (419 kW; 562 HP)@5250, 780 N·m (575 lb·pie)@1500      |
| Ghost (820Nm)                                      | 2016–2020 | 6592 cm³ (6,6 L) V12 twin turbo (N74B66) | 570 CV (419 kW; 562 HP)@5250, 820 N·m (605 lb·pie)@1500      |
| Ghost Ghost Extendido Distancia entre ejes (820Nm) | 2016–2020 | 6592 cm³ (6,6 L) V12 twin turbo (N74B66) | 570 CV (419 kW; 562 HP)@5250, 820 N·m (605 lb·pie)@1500      |
| Ghost Insignia negra                               | 2016–2020 | 6592 cm³ (6,6 L) V12 twin turbo (N74B66) | 612 CV (450 kW; 604 HP)@5250, 840 N·m (620 lb·pie)@1650–5000 |

#### Transmisiones
| Modelo                           | Años      | Tipo/Código                   |
| -------------------------------- | --------- | ----------------------------- |
| Ghost (780Nm)                    | 2014–2020 | 8-speed automatic (ZF 8HP90)  |
| Ghost Extended Wheelbase (780Nm) | 2014–2020 | 8-speed automatic (ZF 8HP90)  |
| Ghost (820Nm)                    | 2016–2020 | 8-speed automatic (ZF 8HP95)  |
| Ghost Extended Wheelbase (820Nm) | 2016–2020 | 8-speed automatic (ZF 8HP95)  |
| Ghost Black Badge                | 2016–2020 | 8-speed automatic (ZF 8HPG95) |

### Segunda Generación
Este automóvil comparte la misma plataforma que el Phantom VIII y el SUV Cullinan con su chasis de marco espacial de aluminio "Architecture of Luxury" (AOL) que se mueve desde la plataforma BMW en la que estaba el Ghost para las Series I y II, creando una calidad de conducción más cómoda. para los futuros modelos de Rolls-Royce, que es por lo que Rolls-Royce como marca de automóviles es reconocida. El nuevo bastidor espacial también genera importantes ahorros de peso.

#### Motores y Transmisión
| Modelo                         | Años   | Tipo de motor       | Power@rpm, Torque@rpm                                       | Economía de combustible y emisiones | Transmisión           |
| ------------------------------ | ------ | ------------------- | ----------------------------------------------------------- | --- | --------------------- |
| Fantasma                       | 2020@– | 6.7-litro V12 motor | 563 HP (420 kW; 571 CV)@5250, 627 lb·pie (850 N·m)@1600 rpm | NEDC (Combinado): emisión de CO2: 343 km/de g; consumo de Combustible: 18.8 mpg / 15.0 l/100 km WLTP (Combinado): emisión de CO2: 347–358 km/de g; consumo de Combustible: 18 @– 18.6 mpg / 15.2-15.7 l/100 km | 8-acelerar Automático |
| El fantasma Extendió Wheelbase | 2021@– | 6.7-litro V12 motor | 563 HP (420 kW; 571 CV) 850 N·m (627 lb·pie)@1600rpm        | NEDC (Combinado): emisión de CO2: 343 km/de g; consumo de Combustible: 18.8 mpg / 15.0 l/100 km WLTP (Combinado): emisión de CO2: 348–359 km/de g; consumo de Combustible: 18 @– 18.5 mpg / 15.3-15.7 l/100 km | 8-acelerar Automático |

#### Rendimiento
El v12 motor del coche lo hace capaz de acelerar de 0 a 60 mph (100kph) en 4.3 segundos y de 0 a 100 millas por hora (160 km/h) en 10.4 segundos.Este coche tiene una velocidad superior de 155 por hora (249 /h) y puede conducir 1⁄4 milla (0.40 km) en 12.7 segundos.